# Кржижановски, Владимир
Владимир Бонавентура Кржижановски (пол. Włodzimierz Bonawentura Krzyżanowski) ([vwɔˈd ͡ʑimjɛʂ kʂɨʐaˈnɔfski]; 8 июля 1824 — 31 января 1887) — польский инженер, политик и военный, служил бригадным генералом армии США в годы гражданской войны. Польский дворянин, он участвовал в польском восстании 1848 года и после подавления восстания эмигрировал в Америку. В начале 1861 года он записался в армию США и сам навербовал поляков-эмигрантов, сформировав из них 58-й Нью-йоркский полк, известный также как «Польский легион». Он участвовал в сражении при Геттисберге, где отражал атаку «луизианских тигров» на Кладбищенский холм. После войны занимал несколько постов в правительстве и, предположительно, был первым управляющим территории Аляска.

## Ранние годы
Кржижановски родился в Рожново, одном из городов Великого Княжества Познанского (ныне Великопольского воеводства Польши), и происходил из старинного польского шляхетского рода герба «Свинка». Род вёл своё происхождение с XIV века и владел деревней Кржижаново около Косьцяна. Его отец и оба дяди сражались за польскую независимость в рядах армии Наполеона, а брат участвовал в восстании 1830 года.
Кржижановски был двоюродным братом Фредерика Шопена: отец Владимира и мать Шопена Юстина Кржижановская были братом и сестрой.
После гибели отца семья впала в долги и была вынуждена покинуть поместье. Мать отправила Владимира к родственникам в Познань, а остальные члены семьи уехали в Варшаву. Владимир окончил гимназию Св. Марии Магдалины в Познани — центре польского националистического подполья в прусской Польше.
В 1848 году Кржижановски принял участие в польском восстании, а после его подавления был вынужден бежать, чтобы избежать ареста. Он отправился в Гамбург и отплыл оттуда в Нью-Йорк. В США он выучил английский язык и продолжил обучение. По окончании учёбы он работал гражданским инженером в Вирджинии и участвовал в прокладке первых железных дорог. Там он познакомился с генералом Бёрнеттом и женился на его дочери Каролине. Они переехали в Вашингтон, где открыли свою фирму. Кржижановски принял участие в политической жизни партии республиканцев. В 1860 году он поддерживал кандидатуру Линкольна на президентских выборах.

## Гражданская война
В начале 1861 года, через два дня после того, как Линкольн призвал вербовать волонтеров в армию, Кржижановски записался в армию рядовым. Вскоре он навербовал роту из польских эмигрантов, отправился с ней в Нью-Йорк, где набрал еще рекрутов и вскоре сформировал 58-й Нью-Йоркский пехотный полк, став его полковником. Этим подразделением он командовал в сражении при Кросс-Кейс, где полк понёс большие потери, и командир бригады, генерал Болен, отметил храбрость полка, хотя ничего не написал в рапорте о его офицерах. Кржижановски сражался в долине Шенандоа, а затем во втором сражении при Булл-Ран, где командовал бригадой в составе четырёх полков. В ноябре 1862 года его представили к присвоению звания бригадного генерала, но Сенат не утвердил этого звания. Генерал Шурц шутил, что это оттого, что сенаторы не могли правильно произнести его фамилию.
В сражении при Чанселорсвилле он командовал одной из двух бригад в дивизии Шурца в составе XI федерального корпуса, который стоял на правом фланге армии. Бригада состояла из четырех полков:
- 58-й Нью-Йоркский пехотный полк, капитан Фредерик Браун
- 119-й Нью-Йоркский пехотный полк, полковник Элиас Пейсснер
- 75-й Пенсильванский пехотный полк, полковник Фрэнсис Мэлхер
- 26-й Висконсинский пехотный полк, полковник Уильям Джэкобс

В том сражении XI корпус попал под внезапную обходную атаку генерала Томаса Джексона. Когда были обращены в бегство федеральные бригады Фон Гилса и Маклина, под ударом оказалась дивизия Шурца, правый фланг которой удерживала бригада Кржижановски. Бригада выдержала первый удар противника — атаку бригады Иверсона, но когда бригада Шиммельфеннига отошла под ударом бригады Долса, полки Кржижановски также начали отступать.

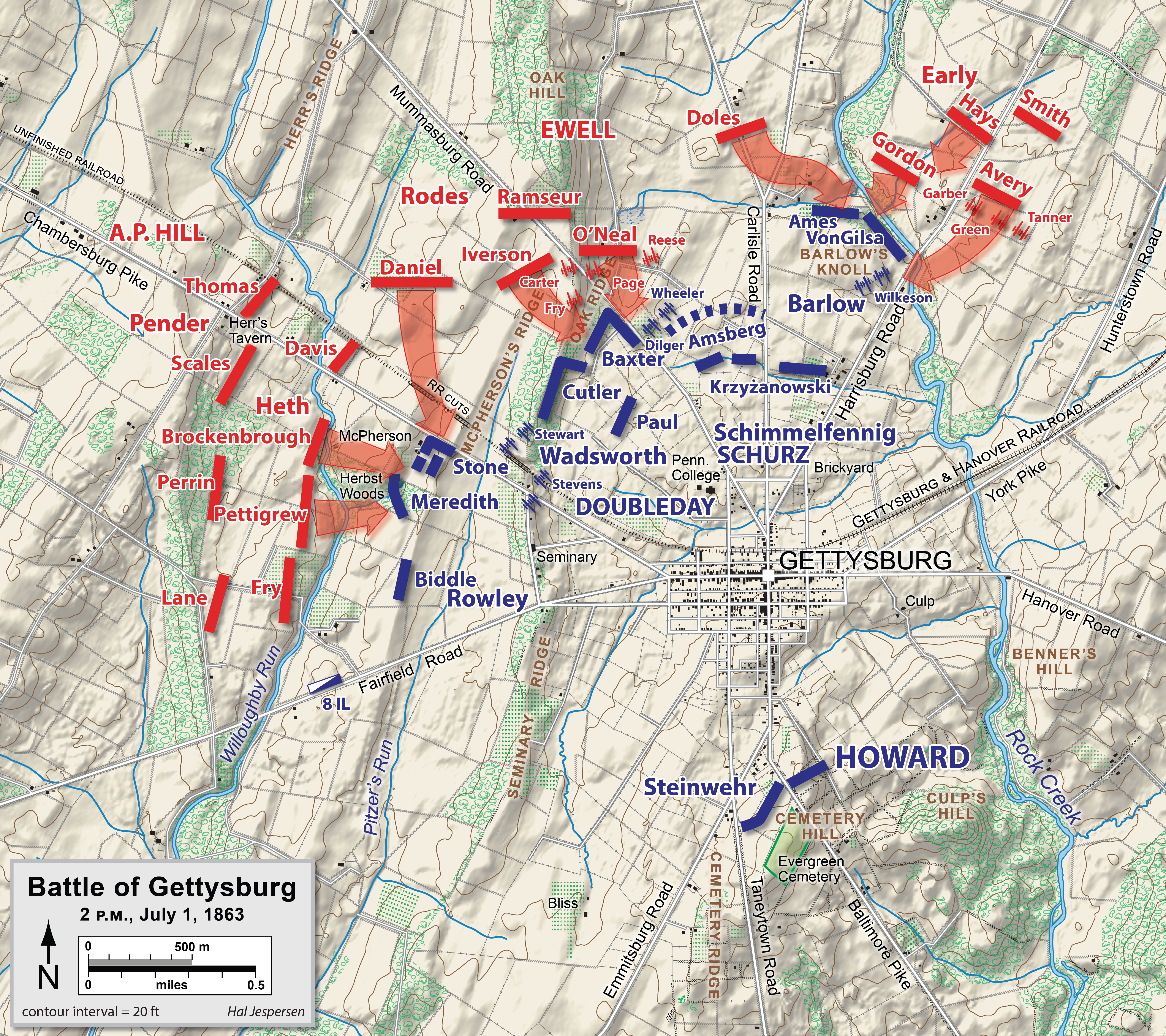
Геттисберг, 14:00—16:00.

Во время геттисбергской кампании к бригаде Кржижановски добавили 82-й Огайский полк. Бригада пришла в Геттисберг примерно в полдень 1 июля и ей было приказано выйти на северную окраину города и прикрыть артиллерийскую батарею Дилджера. В 13:00 бригада прошла Геттисберг и развернулась севернее города. 82-й Огайский встал на левом фланге, правее встал 75-й Пенсильванский, 119-й Нью-Йоркский и 26-й Висконсинский. Бригада сразу же попала под огонь конфедеративной артиллерии. Этот обстрел очень быстро надломил боевой дух бригады. В это время дивизия генерала Бэрлоу прошла мимо Кржижановски и заняла позицию на Холме Блохера. Генерал Шурц, опасаясь за фланги Бэрлоу, велел Кржижановски идти на их усиление, но в это время холм Блохера бы атакован джорджианскими бригадами Гордона и Долса и дивизия Барлоу обратилась в бегство. Бригада Кржижановски развернулась в боевую линию и встретила атаку людей Долса, при этом Кржижановски был сброшен с коня, и генерал Шурц даже велел ему покинуть поле боя, но полковник отказался. Бригаду между тем обошли с флангов и она отошла назад по улицам Геттисберга. Командование отвело бригаду на Кладбищенский холм и её разместили во второй линии за бригадой Шиммельфеннига.
Вечером 2 июня Кладбищенский Холм был атакован луизианской бригадой Гарри Хайса. Шурц бросил в контратаку два полка Кржижановски (119-й и 58-й), которые отбросили луизианцев вниз с холма.

## После войны
Был назначен управляющим в Алабаме, после этого был губернатором Флориды, Джорджии и Виргинии. Умер в Нью-Йорке. 13 октября 1887 года перезахоронен на Арлингтонском национальном кладбище.